# Meuse (Haute-Marne)
Pour les articles homonymes, voir Meuse.
Meuse est une ancienne commune française du département de la Haute-Marne en région Grand Est. Elle est intégrée à la commune de Montigny-le-Roi en 1966.

## Géographie
Traversé par la Meuse, le village est délimité à l'ouest par la Ligne de Culmont - Chalindrey à Toul.

## Toponymie
Anciennement mentionné : Muese (1240), Meuse (1274), Mose et Muese la Ville (1277), Meuze (1499).

## Histoire
En 1789, ce village dépend de la province de Champagne dans le bailliage de Langres et la prévôté de Montigny-le-Roi.
Le 1er septembre 1966, la commune de Meuse est rattachée à celle de Montigny-le-Roi sous le régime de la fusion simple.

## Démographie
| 1793 | 1800 | 1806 | 1821 | 1831 | 1836 | 1841 | 1846 | 1851 |
| ---- | ---- | ---- | ---- | ---- | ---- | ---- | ---- | ---- |
| 233  | 209  | 254  | 213  | 232  | 248  | 243  | 237  | 235  |

| 1856 | 1861 | 1866 | 1872 | 1876 | 1881 | 1886 | 1891 | 1896 |
| ---- | ---- | ---- | ---- | ---- | ---- | ---- | ---- | ---- |
| 206  | 218  | 217  | 212  | 215  | 248  | 219  | 216  | 221  |

| 1901 | 1906 | 1911 | 1921 | 1926 | 1931 | 1936 | 1946 | 1954 |
| ---- | ---- | ---- | ---- | ---- | ---- | ---- | ---- | ---- |
| 220  | 220  | 247  | 228  | 231  | 221  | 250  | 217  | 188  |

| 1962 | - | - | - | - | - | - | - | - |
| ---- | - | - | - | - | - | - | - | - |
| 154  | - | - | - | - | - | - | - | - |

## Lieux et monuments

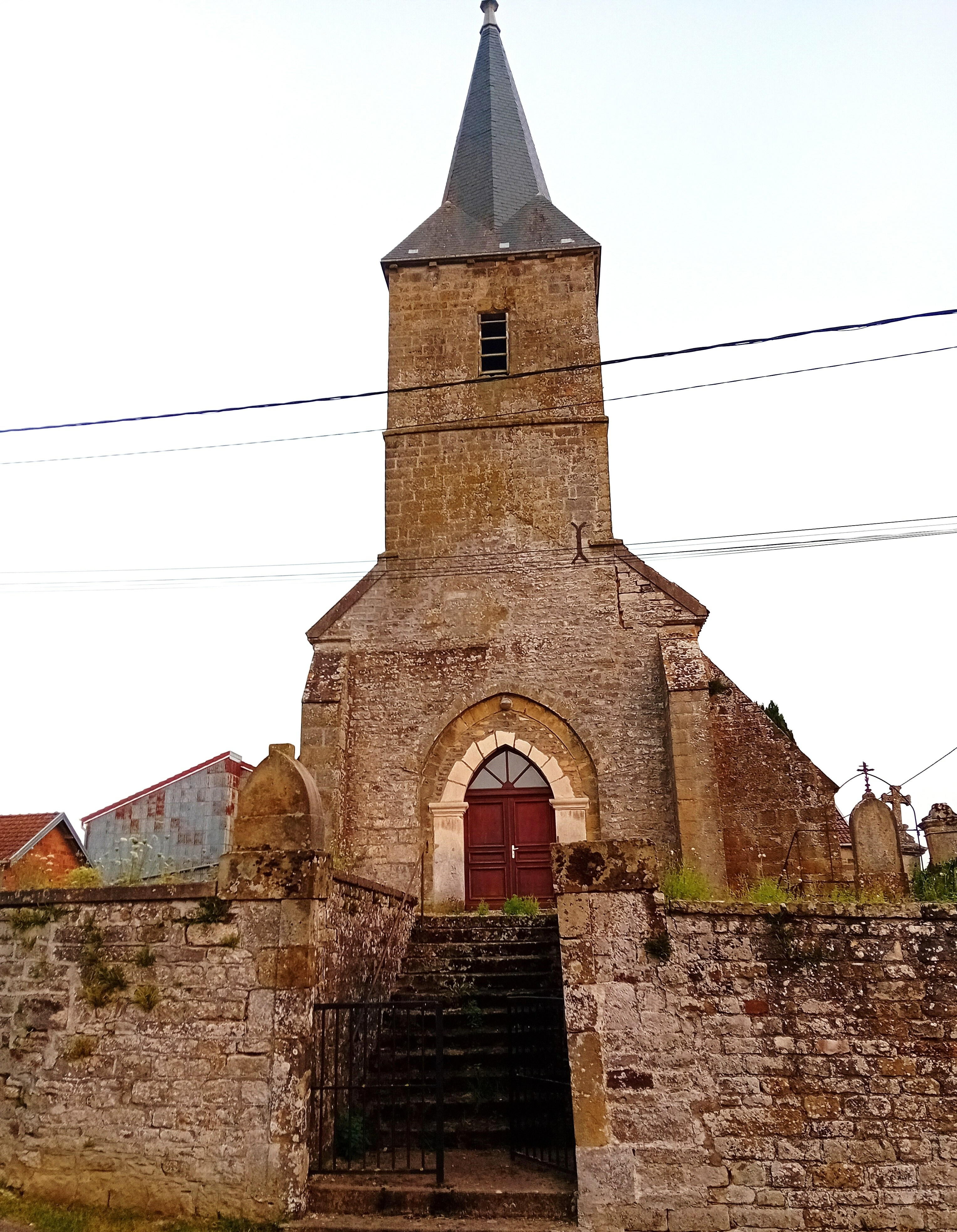
l'église Saint-Laurent

- Église Saint-Laurent